# Bernardpora stutchburyi
Bernardpora ist eine Gattung der Steinkorallen in der Familie Poritidae. Die einzige Art der monotypischen Gattung ist Bernardpora stutchburyi.

## Forschungsgeschichte und Etymologie
Die Typusart wurde 1955 durch John W. Wells unter der Bezeichnung Goniopora stutchburyi erstmals beschrieben. Der Artzusatz stutchburyi nimmt offenbar Bezug auf den britischen Naturforscher Samuel Stutchbury. Auf Basis molekulargenetischer und morphologischer Analysen wurde die Art 2014 durch Yuko F. Kitano und Co-Autoren aus der Gattung Goniopora ausgegliedert und in eine eigene Gattung Bernardpora gestellt. Der neue Gattungsname ehrt den Korallenforscher Henry M. Bernard.

## Merkmale

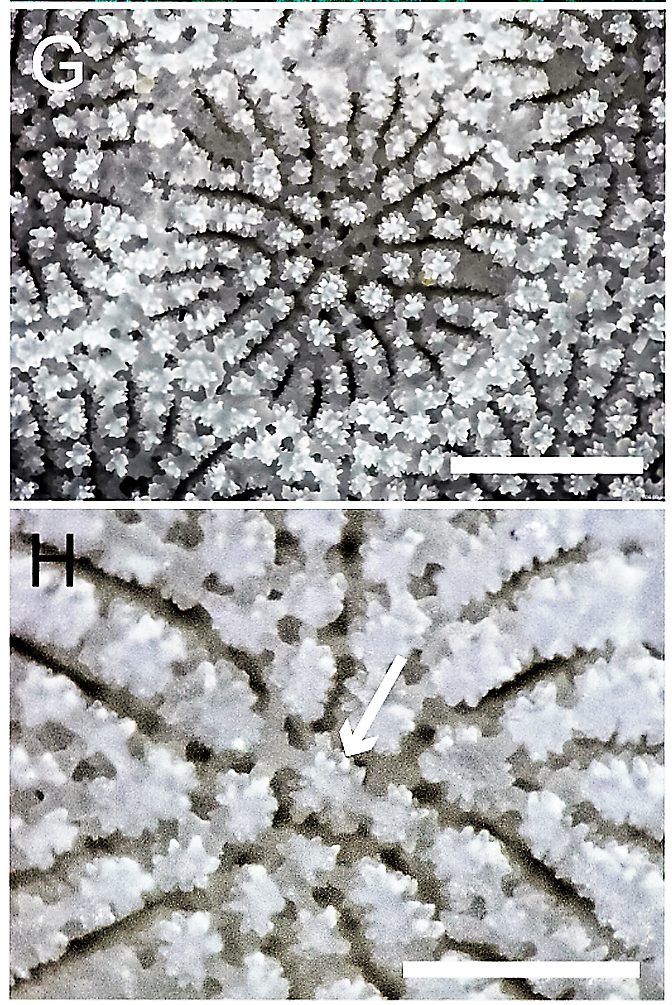
Detailansicht eines einzelnen Koralliten (oben) und der Columella (unten; weißer Pfeil)

Bernardpora stutchburyi bildet krustenförmige bis submassive Kolonien. Die einzelnen Koralliten sind rundlich bis polygonal, sehr flach und mit glattem Erscheinungsbild. Die einzelnen Kelchöffnungen weisen einen Durchmesser von rund 2 mm auf. Die Anzahl der Septen liegt meist bei 24 und das Muster der Septeneinschaltung entspricht dem der Gattung Goniopora („gonioporoides Muster“ mit 6 Protosepten, 6 Septen zweiter Ordnung und 12 Septen dritter Ordnung).
Die einzelnen Septen tragen bis zu sieben stachelbewehrte Septenzähne, wobei sich die am weitesten innenliegenden Septenzähne nicht mehr von Pali (isolierte, pfeilerförmige Skelettelemente zwischen den Septen und der Columella, der zentralen Aragonitsäule des Koralliten) unterscheiden lassen. Die Columella selbst wird von einem sternförmigen, zentral gelegenen Stab gebildet, ähnlich wie bei den Gattungen Stylaraea oder Porites.
Die Theca, die Außenwand des Koralliten, ist synapticulothecal, was bedeutet, dass sie aus Synaptikeln, von den Flanken benachbarter Septen ausgehenden Stäbchen, welche im Bereich der Mesenterien über ein Verbindungsstück mit eigenem Kristallisationskern miteinander verbunden sind, aufgebaut wird.
Die Polypen sind prinzipiell länglich, tagsüber aber nur sehr kurz.

## Verbreitung
Das Verbreitungsgebiet beschränkt sich auf den Indopazifik.

## Lebensweise
Wie alle Vertreter der Familie Poritidae lebt auch die Gattung Bernardpora in Symbiose mit Zooxanthellen.